# Clan Shikike

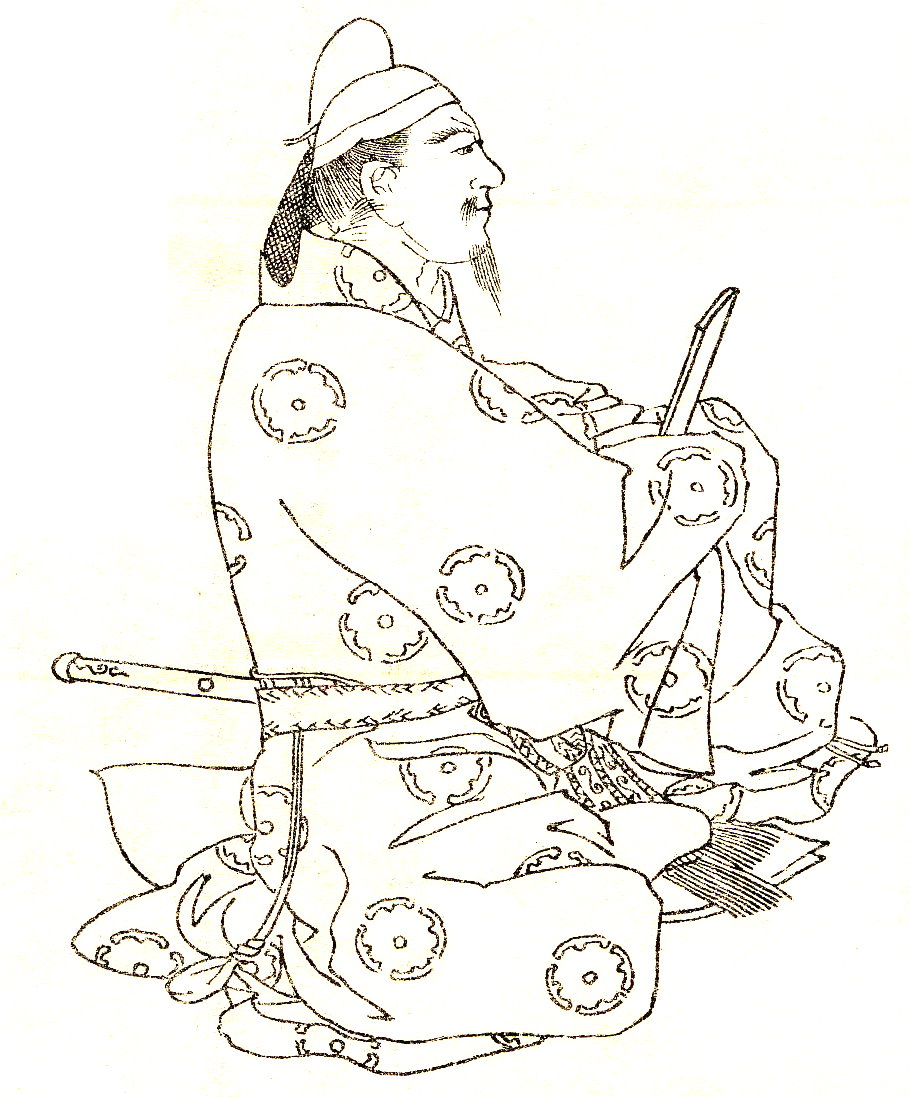
Fujiwara no Umakai, le fondateur de la branche Shikike.

Le clan Shikike (式家氏, Shikike-shi) est une branche cadette du clan Fujiwara. Il est fondé par Fujiwara no Umakai.
Umakai a trois frères : Fujiwara no Muchimaro, Fusasaki et Maro. Ces quatre frères sont connus pour avoir fondé les « quatre maisons » des Fujiwara.
La mort de Fujiwara no Hirotsugu, en 740, marque la fin du clan Shikike et la montée en influence de la branche Nanke du clan.